# Estación Adolfo Gonzales Chaves
Adolfo González Cháves es una estación ferroviaria, ubicada en el Partido de Adolfo Gonzales Chaves, en la Provincia de Buenos Aires, Argentina.

## Servicios
Es una pequeña estación del ramal perteneciente al Ferrocarril General Roca, desde Tandil hasta Bahía Blanca.
No presta servicios de pasajeros. 